# 小島紗
小島 紗（こじま さや、12月25日 - ）は、日本の漫画家。女性。北海道出身、千葉県在住。
主に『COMICポプリクラブ』（マックス）・『漫画ばんがいち』（コアマガジン）等に作品を発表している。

## 概要
第25回ポプリ大賞佳作受賞により、『COMICポプリクラブ』2002年10月号の『FOREVER…』でデビュー。デビュー当初は、「小島さや」名義であったが、同誌2005年8月号掲載『チェリー』より今のペンネームに変更。
ながらく成年向け作家として活動していたが、2017年より一般向けコミックの『魔剣師の魔剣による魔剣のためのハーレムライフ』を連載開始。同年より一般向けライトノベルの挿絵も担当するなど、2018年頃から成年向け商業誌での掲載がない状態が続いている。なお、同人サークルにおいては「成年向け作家」として活動を続けている。
ドジな少女を描くのが楽しいという。格闘ゲームも好きである。メイドものを描くのも好みである。

## 作品リスト

### 漫画
一般向け
- 『魔剣師の魔剣による魔剣のためのハーレムライフ』 （原作：伏(龍) 、キャラクター原案：POKImari、構成：そよき、竹書房〈バンブーコミックス〉、既刊7巻）

アンソロジー
- 『フォトカノ 電撃コミックアンソロジー Kiss』 2013年3月27日発売、原作：エンターブレイン、アスキー・メディアワークス〈電撃コミックスEX〉、ISBN 978-4-04891-463-5

成人向け
- 『ラブイロ♥』 2006年5月19日発売、晋遊舎〈晋遊舎コミックス〉、ISBN 4-88380-529-8
- 『ラブミルク♥』 2008年3月31日（2008年3月27日発売）、マックス〈ポプリコミックス〉、ISBN 978-4-90-349156-1
- 『覚醒淫メイド』 2009年8月10日発売、コアマガジン〈ホットミルクコミックス300〉、ISBN 978-4-86-252668-7
- 『ツンデレMメイド』 2011年8月10日発売、コアマガジン〈ホットミルクコミックス351〉、ISBN 978-4-86-436067-8
- 『僕と彼女の主従関係』 2012年1月4日発売、ティーアイネット〈MUJIN COMICS〉、ISBN 978-4-88-774418-9
- 『学園性活 僕とさくらと2人の美少女』 2013年1月4日発売、ティーアイネット〈MUJIN COMICS〉、ISBN 978-4-88-774457-8
- 『性交祭』 2015年6月22日発売、ワニマガジン社〈ワニマガジンコミックススペシャル〉、ISBN 978-4-86-269371-6
- 『純情ビッチハーレム』 2018年5月31日発売、ワニマガジン社〈ワニマガジンコミックススペシャル〉、ISBN 978-4-86-269564-2
  - バニー学園へようこそ♡ （COMIC X-EROS #33）
  - 風紀委員・伊織～快楽を知ってしまった私～ （COMIC X-EROS #53）
  - 小悪魔ギャルズ （COMIC X-EROS #37）
  - Let’s Party♥ （COMIC X-EROS #42）
  - 僕、お姉さん達のペットになりました （COMIC X-EROS #62）
  - 神山さんと僕 （COMIC E×E 2、ジーオーティー）
  - 神山さんと僕 2 （COMIC E×E 7、ジーオーティー）
  - バニー学園へようこそ♡その後♪ （描き下ろし）

### 挿絵
- 『隠れオタな俺氏はなぜヤンキー知識で異世界無双できるのか?』 2017年9月8日発売[17]、KADOKAWA〈電撃文庫〉、著：一条景明、ISBN 978-4-04-893341-4

### ゲーム
- 『キスベル』 （PlayStation Vita版キャラクターデザイン、2014年8月28日発売）

## 同人活動
同人サークル「ユリルラリカ」は、下記のメンバーで成人向け商業誌・同人誌をメインに活動している。
- 小島紗（Kojima Saya・女性） 作画・キャラクターデザイン
- 雨野ラズ（Amano Lazu・男性） 原作・企画・事務